# Lori réticulé
Eos reticulata
Espèce
Statut de conservation UICN

 NT  : Quasi menacé
Statut CITES
Le Lori réticulé (Eos reticulata) est une espèce d'oiseau de la famille des Psittacidae.

## Répartition
Il est originaire des îles Tanimbar et Babar en Indonésie. Il a été introduit dans les îles Kai mais il y est disparu.

## Habitat
Il vit dans les mangroves, les plantations de cocotiers et les forêts tropicales humides.